# Housetter

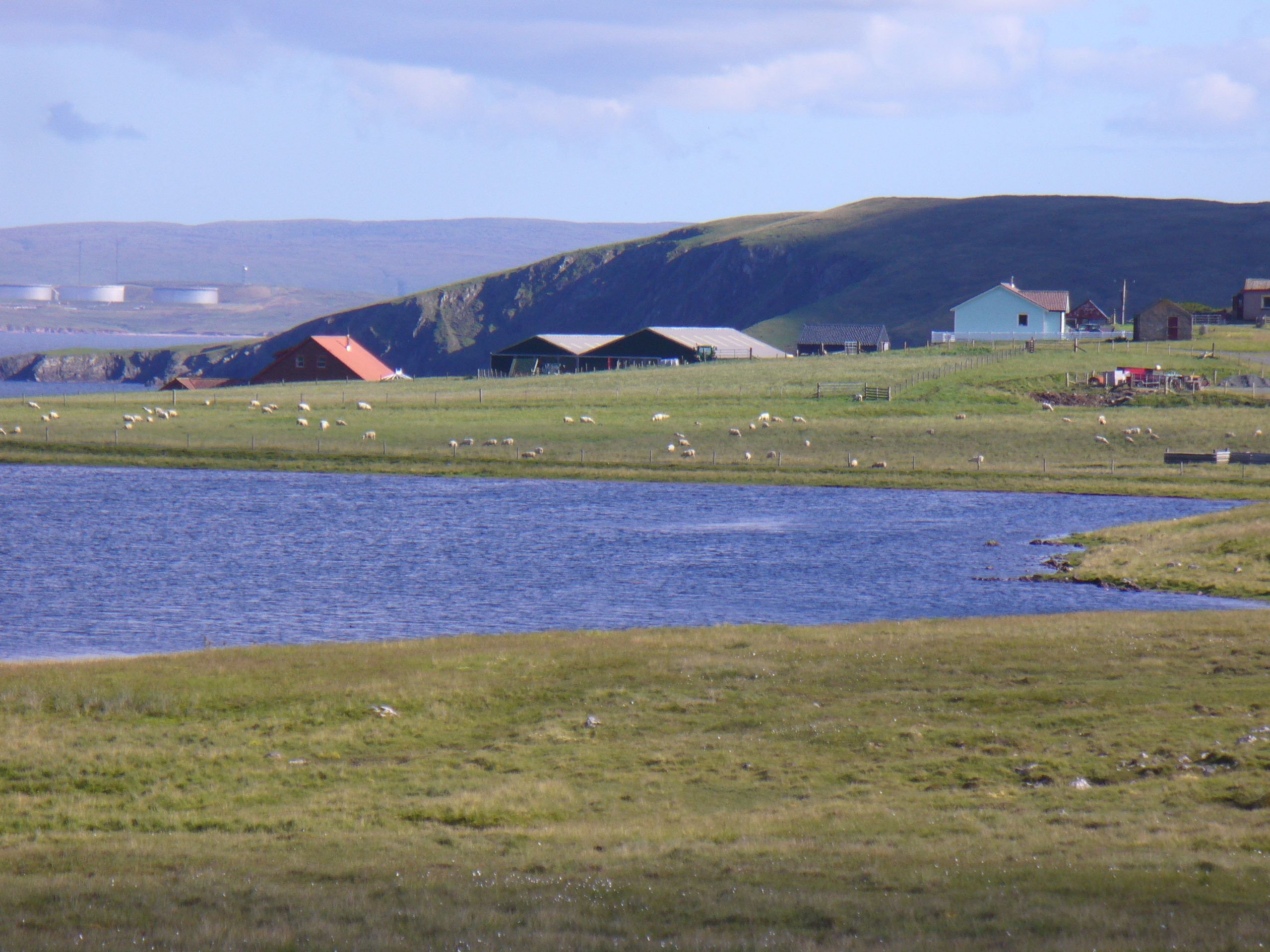
Blick über den See auf den Ort

Housetter ist eine kleine Ortschaft, die im Osten von Northmavine, dem nordwestlichen Ausläufer der Insel Mainland auf den Shetlands liegt. Unmittelbar in der Nähe befinden sich die Berge Beorgs of Housetter im Nordwesten und Hill of Skea im Osten, die Halbinsel Ness of Housetter im Süden sowie der See Loch of Housetter im Norden. Die nächste größere Ortschaft ist Ollaberry, das, etwa fünf Kilometer entfernt, im Süden am westlichen Ufer des Yell Sounds liegt.